# Гералтовець
Гералтовець (пол. Gierałtowiec, нім. Giersdorf) — село в Польщі, у гміні Злотория Злоторийського повіту Нижньосілезького воєводства.
Населення — 559 осіб (2011).

## Демографія
Демографічна структура станом на 31 березня 2011 року:
|          | Загалом | Допрацездатний вік | Працездатний вік | Постпрацездатний вік |
| -------- | ------- | ------------------ | ---------------- | -------------------- |
| Чоловіки | 276     | 55                 | 197              | 24                   |
| Жінки    | 283     | 53                 | 175              | 55                   |
| Разом    | 559     | 108                | 372              | 79                   |